# Sandra Weegels
Sandra Weegels (* 1981) ist eine deutsche Politikerin der AfD. Sie ist seit 2024 Abgeordnete des Hessischen Landtages.

## Leben
Weegels wurde 1981 geboren. Sie schloss eine Ausbildung als Flugbegleiterin ab, studierte bei der hessischen Landespolizei und arbeitet als Polizeibeamtin. Weegels ist wohnhaft in Gießen.
Sie trat 2013 in die AfD ein und ist Mitgründerin des AfD-Stadtverbands Gießen. Dort ist sie seit 2014 Sprecherin und seit 2016 Fraktionsvorsitzende im Stadtparlament.
Bei der hessischen Landtagswahl 2023 kandidierte sie auf Listenplatz 9 der AfD im Wahlkreis Gießen I und erhielt dort 8581 Personenstimmen. Ihr gelang der Einzug als Abgeordnete in den hessischen Landtag.

## Politische Positionen
Im Mai 2023 forderte sie in Gießen eine Waffenverbotszone. In der Flüchtlingskrise sei ihrer Meinung nach massenhaft „patriarchalische Männergewalt“ ins Land gelassen worden. Als Polizistin wisse sie, „wer die Täter sind“ und sprach von einem „zugewanderten Problem seit 20, 30 Jahren“. Vom Lokalpolitiker Martin Kirsch, der ebenfalls bei der Polizei arbeitet, geäußerten Befürchtungen von daraus resultierenden anlasslosen Kontrollen und Racial Profiling mit Verweis auf die bereits bestehende Waffenverbotszone in Wiesbaden widersprach sie.